# 화천군 북한강 토막 살인 사건
화천군 북한강 토막 살인 사건은 2024년 11월 2일 대한민국 강원특별자치도 화천군 화천읍의 붕어섬 선착장 일대에서 30대 여성의 토막난 시신이 발견된 뒤, 11월 3일 서울 강남에서 살해 용의자인 30대(양광준 중령) 현역 군인을 붙잡은 사건이다.

## 개요
- 2024년 11월 2일 오후 2시46분쯤 강원도 화천군 화천읍 화천체육관 앞 북한강에서 사람의 시신을 발견했다는 신고를 접수한 경찰이 출동해 수사에 나섰다.[2]

- 시신 발견 다음날인 11월 3일 오후 7시 12분께 경찰은 서울특별시 강남구 일원역 지하도에서 30대 남성 A씨를 살인 혐의로 긴급체포했다.

- 경찰은 피해자를 30대 여성으로 추정하고 있으며, 수색을 재개해 시신이 처음 발견된 곳으로부터 500ｍ 떨어진 붕어섬 선착장 인근에서 시신 여러 점이 담긴 비닐 등을 추가로 발견하였다.

- 경찰 조사 결과 A씨는 현역 군 간부로, 피해자와는 지인관계이고, 둘 다 강원 지역 거주자는 아니었으며, 살인 혐의를 시인한 것으로 알려졌다.

## 결과
- 2025년 3월 20일 1심에서 무기징역을 선고받았다.[3]